# Norton Motorcycles
Norton – brytyjska marka motocykli produkowanych od roku 1902 przez przedsiębiorstwo Norton Motorcycle Company (dawniej Norton Motors, Ltd.) w Birmingham w Anglii. Żadna inna marka nie wygrała tak często klasycznego wyścigu o Tourist Trophy na Wyspie Man (TT). Obecna firma Norton Motorcycle Company ma siedzibę w Solihull w hrabstwie West Midlands w (Anglii). Przez kilka lat 90. XX w. prawa do używania nazwy na motocyklach należały do finansistów z Ameryki Północnej.

## Historia
Firma została założona w 1898 przez Jamesa Lansdowna Nortona z przekształcenia firmy Clement-Gerrard, jako producent „akcesoriów i części dla handlu dwukołowego”. W 1902 firma rozpoczęła produkcję motocykli z zakupionymi silnikami o pojemności 143 cm³. W 1908 dodano do nich silnik zbudowany przez Nortona. To zapoczątkowało długą serię produkcji jednocylindrowych i ostatecznie dwucylindrowych motocykli oraz długą historię zaangażowania w wyścigi. W 1907 rozpoczęła tradycję wyścigów z 5-konnym silnikiem Peugeot Norton zwycięstwem w inauguracyjnym wyścigu Isle of Man TT wśród pojazdów dwucylindrowych.
Logo firmy pojawiło się pierwszy raz na okładce katalogu z 1914, a od 1916 na każdym baku motocykla.
Norton kontynuował produkcję swoich singli o mocy 3,5 KM i Big 4 jeszcze w okresie I wojny światowej. Na ich dalszą produkcję była konieczność zdobycia specjalnego zezwolenia. W tym czasie większość fabryk produkujących wcześniej motocykle przestawiona została na wojenną produkcję amunicji.
W końcu lat 20. XX w. pojawił się modelCS1, który wygrał TT w 1927. Było to przed opracowaniem nowego silnika z górną krzywką, zaprojektowanego przez Arthura Carrolla w 1930, który stał się podstawą wszystkich jednocylindrowych silników OHC i DOHC Norton. Firma umacniła swoją pozycję wygrywając 78 z 92 wyścigów Grand Prix w latach 1930–1937. Z dziewięciu Isle of Man TT w latach 1931–1939 Norton wygrał siedem.
Od 1937 firma dużą część produkcji skierowała na potrzeby armii i w latach 1937–1945 Norton wyprodukował prawie 100 000 motocykli dla wsparcia wojsk alianckich.
Po wojnie do 1946 kontynuował produkcję Nortona Manxa, a do 1949 Nortona Dominatora. 
W latach 50. XX. w. po wprowadzeniu dobrze resorowanej ramy motocykle stały się znane z dużego komfortu jazdy. W 1952 kierowca jeżdżący dla firmy Norton, Geoff Duke, został mistrzem świata zarówno w klasach 350 cm3, jak i 500 cm3 i został odznaczony Orderem Imperium Brytyjskiego. W 1953 Norton został połączony z innymi brytyjskimi producentami motocykli (AJS, Matchless, James, Francis-Barnett w grupie AMC (Associated Motor Cycles). W 1963 produkcja Nortona została przeniesiona do fabryki Matchless na Plumstead Road, Woolwich, Londyn. W 1958 Norton wprowadził na rynek model Jubilee o pojemności 250 cm³ (jego najmniejszy silnik), a po zwiększeniu pojemności jego silnika w 1960 do 350 cm³ powstał model Navigator.
W latach 60. XX w. firma wpadła w kłopoty finansowe. Z pomocą przyszła brytyjska firma Villiers, która przejęła prawa do produkcji i dystrybucji marek motocyklowych AMC. W 1967 firma wypuściła na rynek pierwszy supermotocykl produkowany seryjnie Norton Commando, który otrzymał tytuł Maszyny Roku Motor Cycle News przez pięć kolejnych lat. W latach 70. sprzedano ich ponad 55 000 egzemplarzy kończąc produkcję w 1977.
Pojawienie się w końcu lat 80. XX w. motocykla wyścigowego RCW588 z silnikiem Wankla (późniejszy Abus Norton NRS588), na którym Steve Hislop pokonał w Isle of Man Senior TT w 1992 Carla Fogarty'ego na jego Yamaha. Było to pierwsze zwycięstwo brytyjskiego motocykla od prawie 30 lat.
Norton po prawie dwóch dekadach powrócił w 2012 do wyścigów i brał w nich udział do 2019. W 2018 Norton zdobył tytuł najszybszego brytyjskiego motocykla na SG7 na Isle of Man TT.
W kwietniu 2020 firma TVS Motor Company nabyła Norton Motorcycles, rozpoczynając nową erę dla marki oraz jej zwolenników.

## Galeria

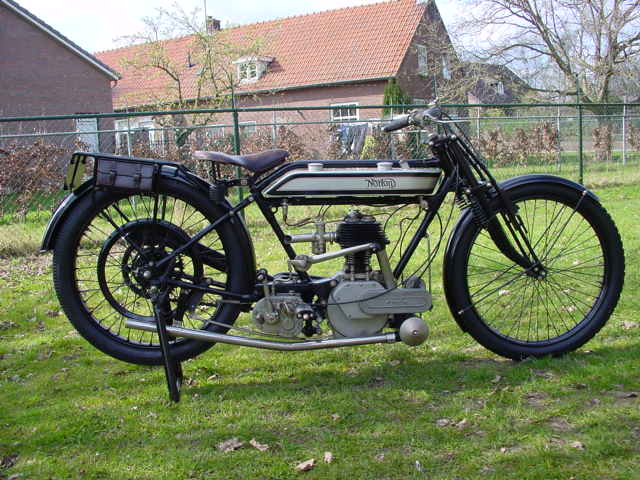
Norton 16 KM (490 cm³) (1921)
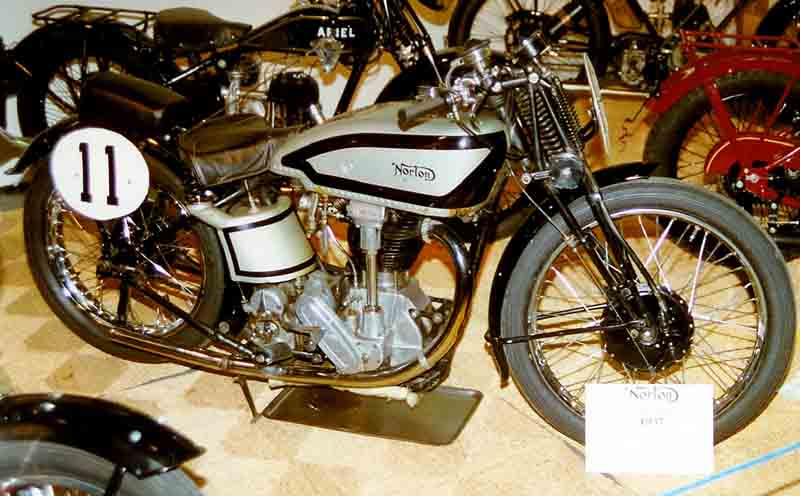
Norton International M30 500 cm³ (1937)
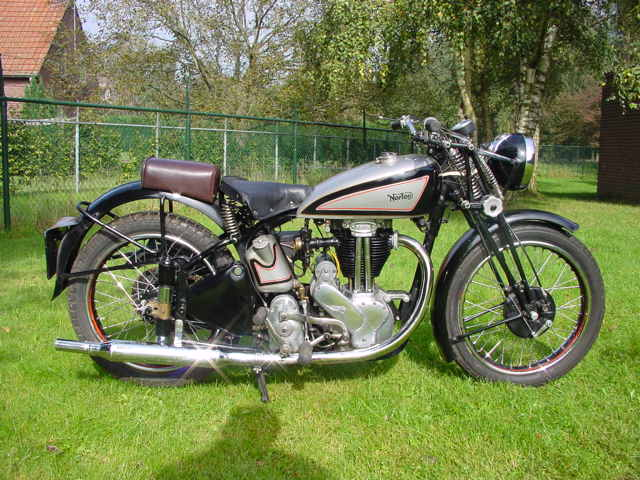
Norton ES 2 (1939)
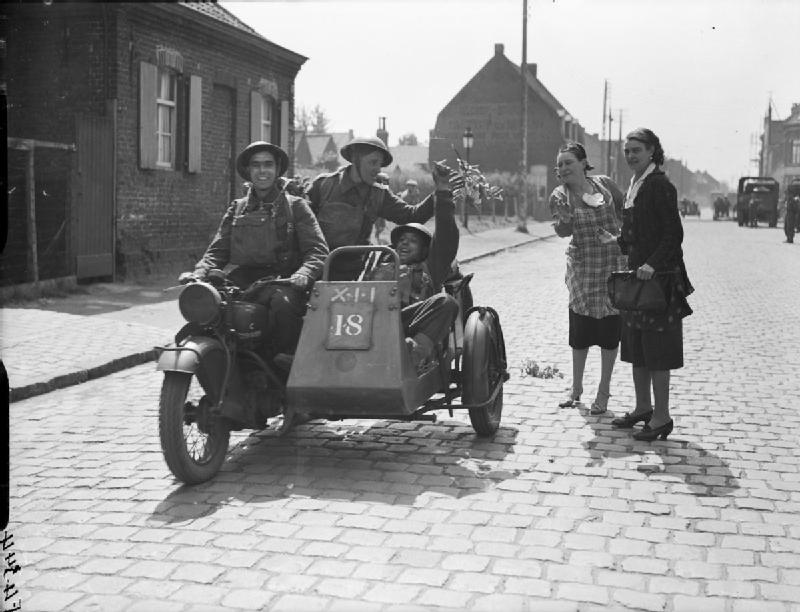
Norton z bocznym wózkiem – armia brytyjska (1940)
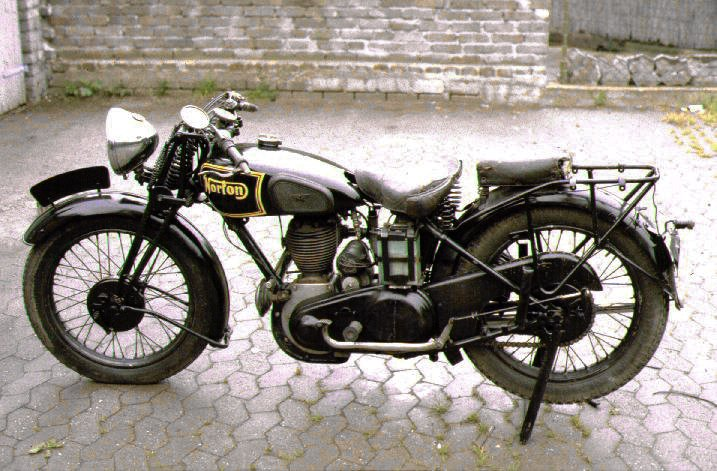
Norton 16 KM – wersja cywilna zaadaptowana z wojskowej wersji Mortona 16 KM (1943/1944)
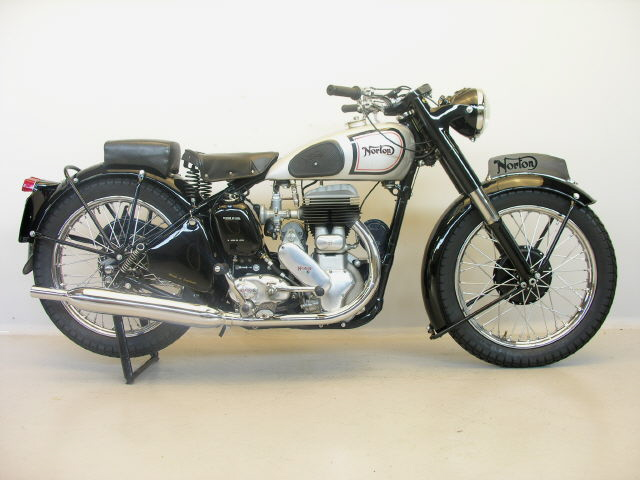
Norton Big Four (1952)
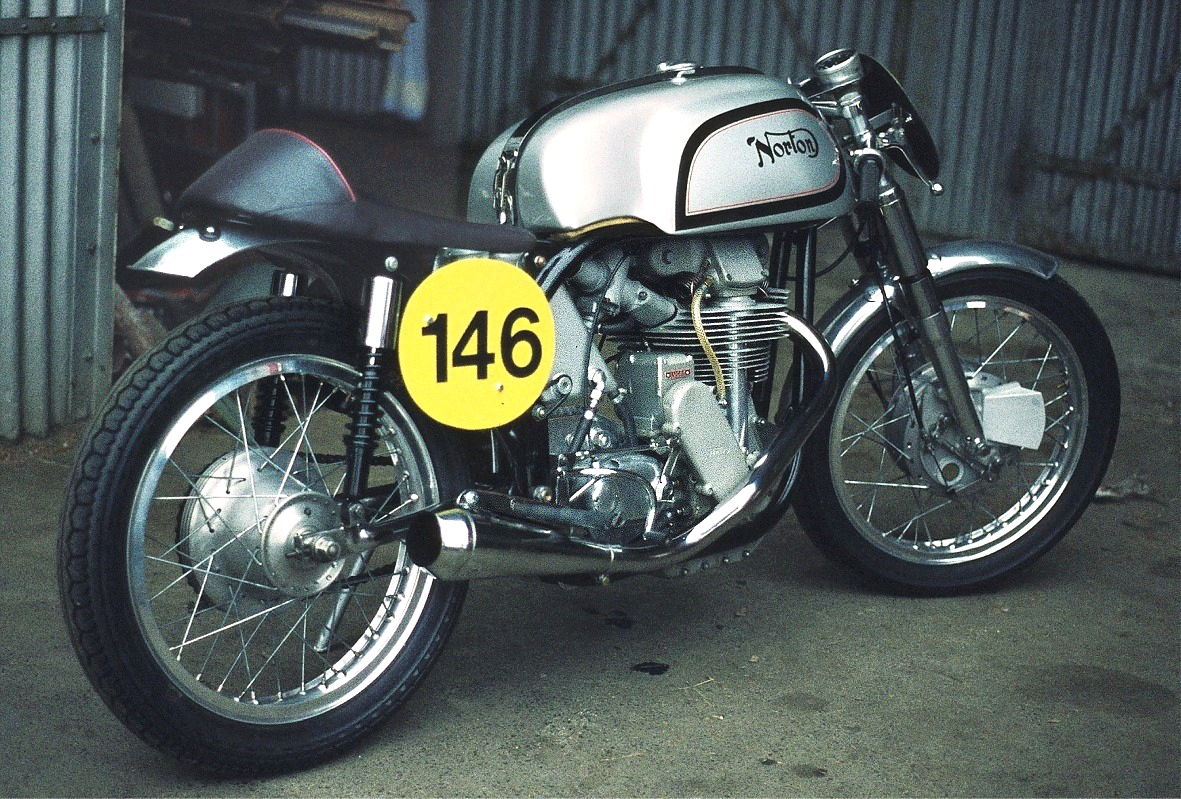
Norton Manx (1954)
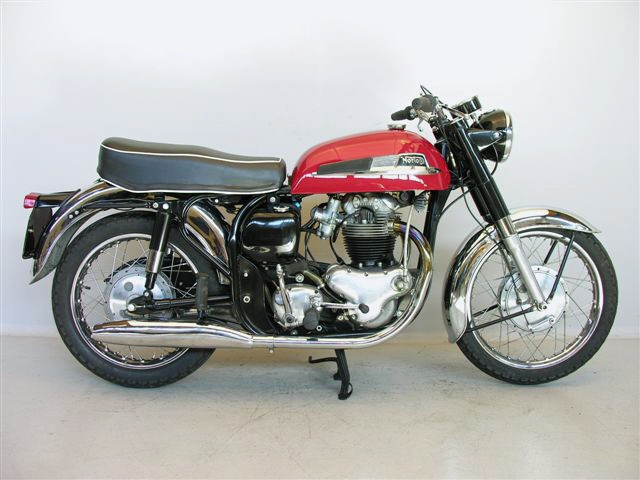
Norton Atlas (1967)
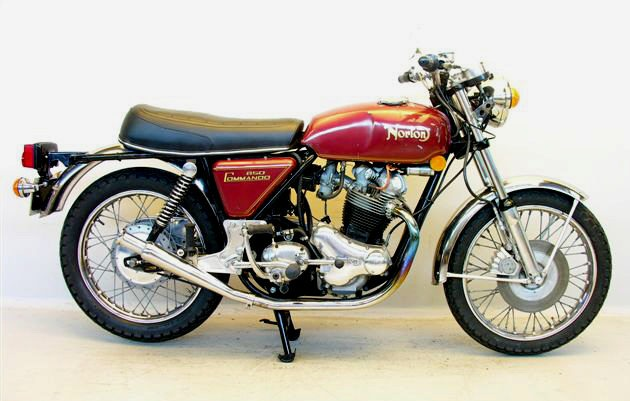
Norton 850 Commando (1973)
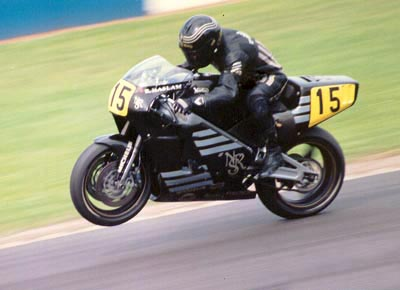
Norton RCW588 (silnik Wankla)
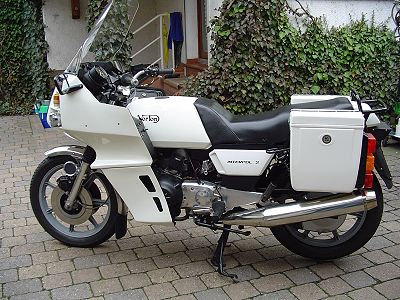
Norton Interpol
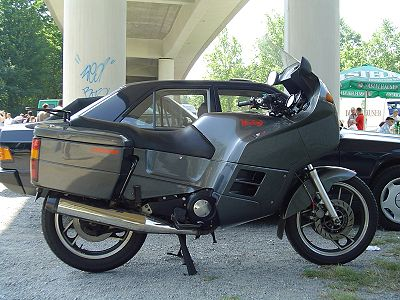
Norton Commander
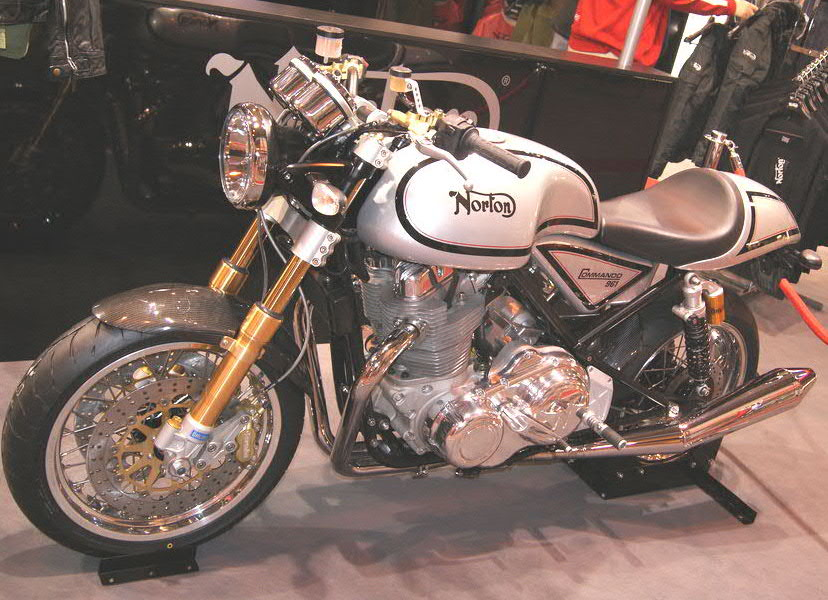
Norton Commando 961 Sport (2009)